# Smartson
Smartson - The Recommendation Agency - är en digital hybridbyrå som är verksamma inom tre områden: User Generated Content, Creative Production och Social Media & Ads Management. Den samlade verktygslådan skapar olika typer av marknadsföring i köpresan. 
Smartsons affärsidé är att kunder och företag rekommenderar produkter till varandra.  Rekommendationen ges av personer men presenteras även som en utmärkelse i form av Smartson crowdscore. En symbol som visar i procent hur många som rekommenderar produkten till en vän. 
Verksamheten har sin grund i Sverige, men har även expanderat till Danmark, Finland, Nederländerna, Norge, Spanien, Tyskland och Storbritannien.

## Historia
Verksamheten startade januari 1999 som en webbplats som skulle erbjuda testresultat från hela världen. Företaget har sedan starten bedrivit konsumentjournalistik och crowdsourcat tester med hjälp av konsumenter som benämns som testpiloter. Den första september 2012 avyttrades den redaktionella verksamheten av Smartson till TT-Gruppen som nu drevs vidare under namnet Wiseguide. Idag drivs Smartson som en Rekommendationsbyrå .

## Ägarstruktur
Smartson är ett aktiebolag och ägs av fyra entreprenörer. Bolaget är inte börsnoterat.